# 구평남부초등학교
구평남부초등학교는 대한민국 경상북도 구미시 구평동에 있는 초등학교다.

## 학교 연혁
- 2000.08.11 구평남부초등학교 설립인가
- 2002.03.01 15학급으로 개교(274명)
- 2002.03.01 초대 우용탁 교장 부임
- 2002.03.16 교사 준공(교실 30실, 특별교실 10.5실)
- 2004.03.01 경상북도구미교육청 지정 독서교육 시범학교
- 2005.03.01 경상북도교육청 지정 영화교육 연구학교
- 2008.02.15 제6회 졸업(졸업생 총수 1,002명)
- 2009.02.16 제7회 176명 졸업(졸업생 총 수 1,178명)
- 2010.02.12 제8회 172명 졸업(졸업생 총 수 1,350명)
- 2011.02.17 제9회 201명 졸업(졸업생 총 수 1,551명)
- 2012.02.15 제10회 219명 졸업(졸업생 총 수 1,770명)
- 2013.02.19 제11회 206명 졸업(졸업생 총 수 1,976명)
- 2014.02.19 제12회 192명 졸업(졸업생 총 수 2,168명)
- 2014.09.01 제8대 우영하 교장 부임
- 2015.02.17 제13회 165명 졸업(졸업생 총 수 2,333명)
- 2015.03.02 입학식(243명), 학급증설(45학급)